# Hopfgarten (Großolbersdorf)
Hopfgarten ist ein Ortsteil der sächsischen Gemeinde Großolbersdorf im Erzgebirgskreis.

## Geografie

### Lage
Hopfgarten liegt etwa 2,5 Kilometer nördlich von Wolkenstein im Erzgebirge. Der Ort liegt anteilig am rechten und linken Ufer der Zschopau, welche von Süd nach Nord durch den Ort fließt. Am rechten Ufer durchquert die Zschopautalbahn die Ortslage, am linken Ufer verläuft die Staatsstraße 228 Augustusburg–Warmbad. Über eine Gemeindestraße besteht eine Verbindung über Grünau nach Großolbersdorf.

### Nachbarorte
|         | Scharfenstein                               |         |
| Drebach | Kompassrose, die auf Nachbargemeinden zeigt | Grünau  |
|         | Floßplatz                                   | Warmbad |

## Geschichte

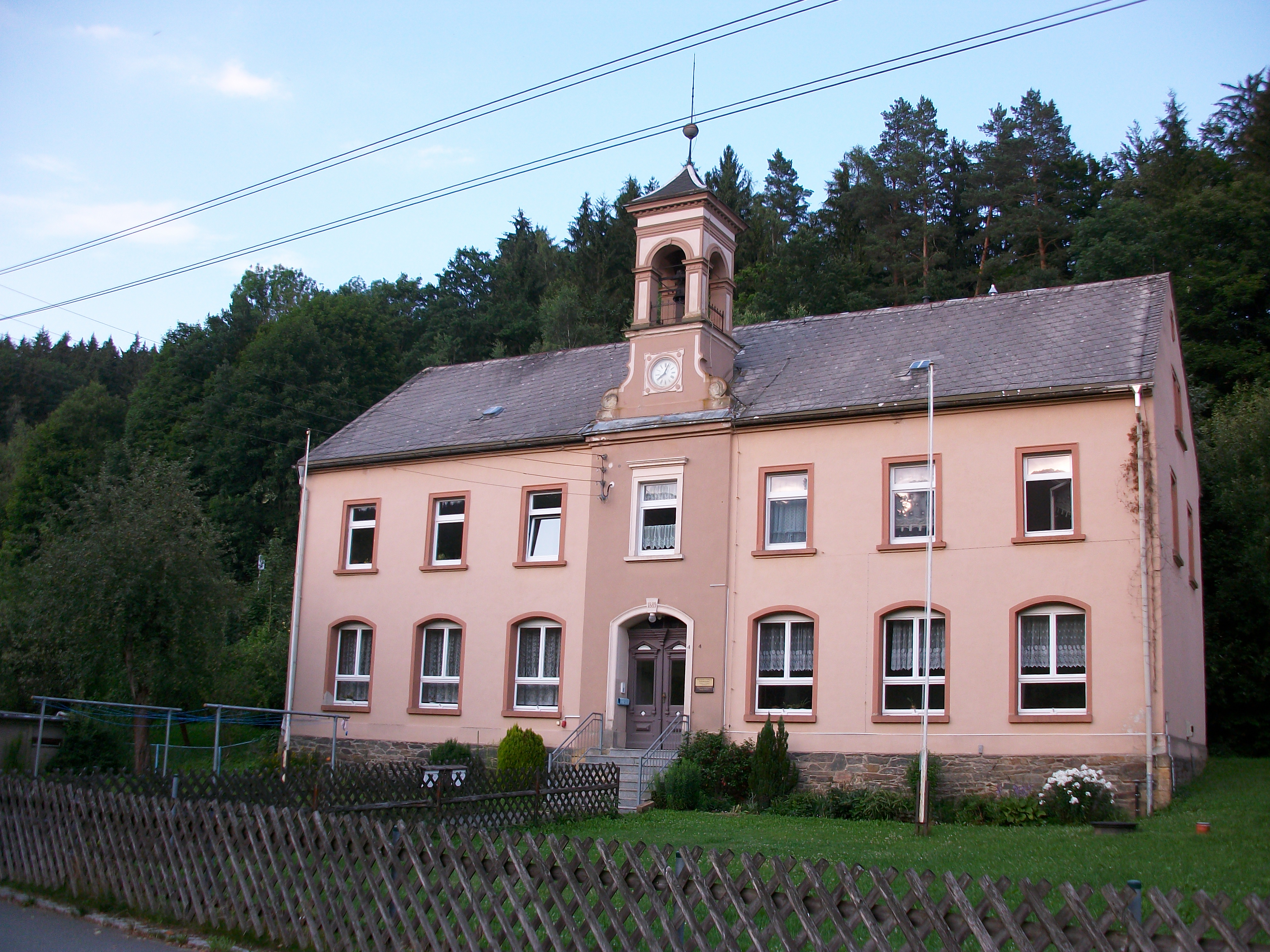
Hopfgarten, Ortsteilverwaltung

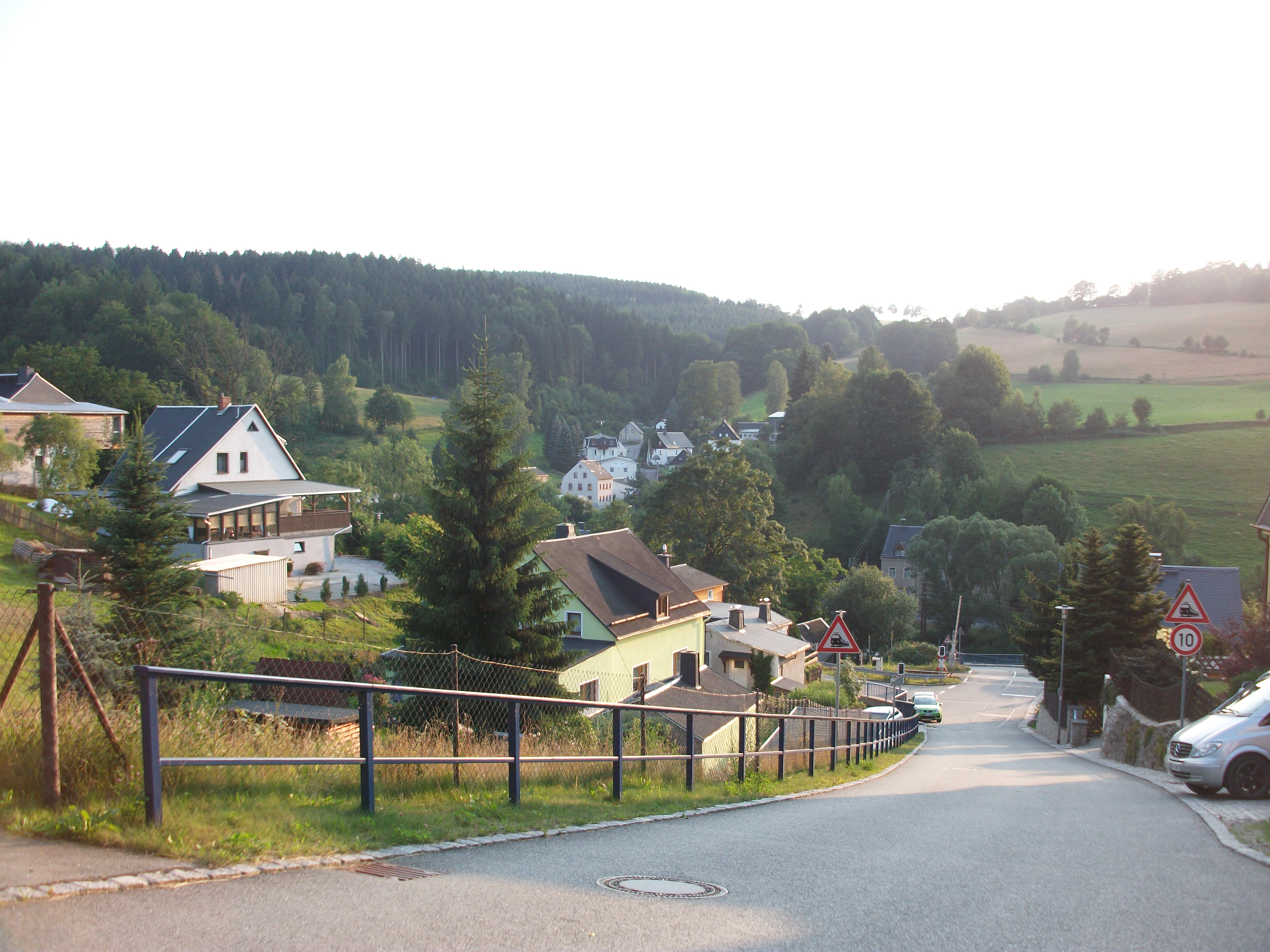
Grünauer Berg in Hopfgarten

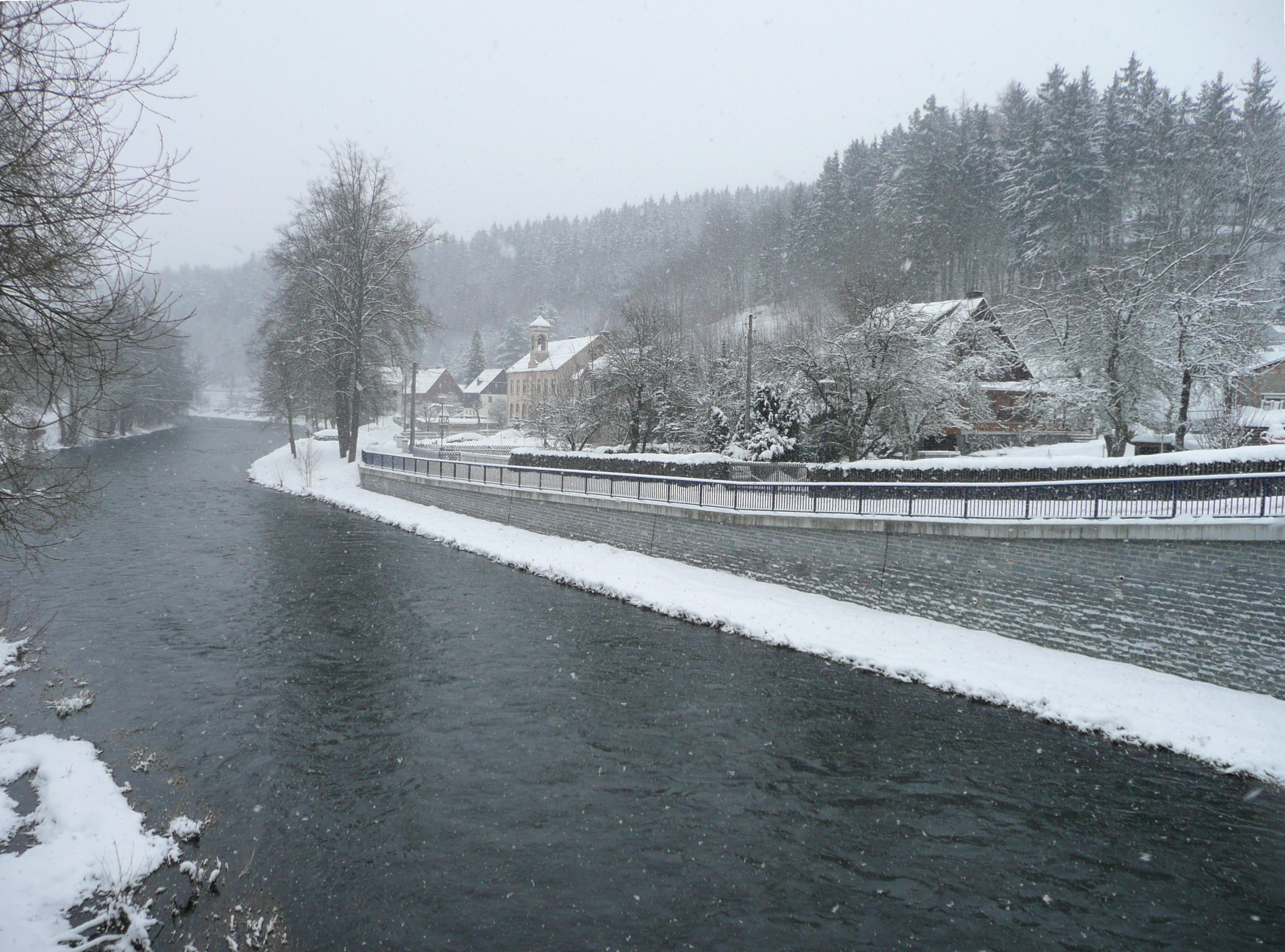
Blick auf einen Teil des Ortes am rechten Ufer der Zschopau

Die erste urkundliche Erwähnung als Hopphegarten datiert auf den 8. April 1386. Markgraf Wilhelm I. von Meißen wies der Witwe Anargs von Waldenburg die Herrschaft Scharfenstein mit dazugehörigen Dörfern, darunter Hopfgarten, als Witwensitz zu.
1493 werden erste Bergbautätigkeiten urkundlich erwähnt, 1808 wurden die Aktivitäten eingestellt.
Am 18. April 1575 gründete Haubold von Einsiedel die Parochie Großolbersdorf, welcher Hopfgarten und Grünau zugeordnet wurden. Mit der Parochie wurde eine kirchliche Elementarschule eingerichtet.
1855 begann Karl Gottlob Fleischer in der Dorfstraße Nr. 9 mit der Strumpfherstellung auf einem Handwebstuhl. Bis 1864 wurde der Betrieb auf 5 Webstühle erweitert. Die Realisierung des Antriebes mittels Dampfmaschinen erfolgte im gleichen Jahr. Um 1900 wurde die Umstellung auf Strickmaschinen abgeschlossen. Mitte der 1920er Jahre hatte der Betrieb 22 Beschäftigte und war damit ein wichtiger Arbeitgeber. Eine schrittweise Erhöhung des Produktionsvolumens und die Modernisierung der Maschinentechnik erforderte zusätzliche Flächen. Daraufhin wurde 1927 das Betriebsgebäude um 2 Etagen aufgestockt. 1972 erfolgte der zwangsweise Anschluss an das „VEB Strumpfkombinat ESDA“. Mit dem Konkurs des Strumpfkombinates infolge der politischen Wende 1990 wurde das Werk in Hopfgarten stillgelegt. Der damalige Betriebsleiter Jochen Sieber erhielt sein Eigentum durch Rückübertragung zurück. 1991 entstand an gleicher Stelle die „Siebert Sport Strumpffabrik GmbH“, welche bis heute produziert.
1862 wurde eine erste Wegeverbindung zwischen Scharfenstein und Hopfgarten geschaffen. Bis dahin bestanden lediglich Feldwege nach Drebach und Großolbersdorf. Folgend begannen die Bauarbeiten der Bahnstrecke Flöha–Annaberg, welche 1866 eröffnet wurde. Der Gemeinderat lehnte jedoch die Errichtung eines Haltes in Hopfgarten ab – alternativ wurde ein Halt bei Floßplatz eingerichtet.
1874 wurden Hopfgarten und Grünau in die neugebildete Amtshauptmannschaft Marienberg eingegliedert. Im gleichen Jahr erfolgte ein Schulneubau an der Dorfstraße, wo fortan auch die Schüler aus Grünau unterrichtet wurden.
1888 begann Karl Wendler mit der Produktion von Holzstoff und Pappen in der Hauptstraße 15. Am 2. Februar 1946 vernichtete ein Großfeuer Teile der Anlagen und am 30. Juni des Jahres wurde die „Holzstoff- und Pappenfabrik OHG“ enteignet. Ab 1963 waren die Anlagen ein Betriebsteil des „VEB DKK Scharfenstein“. 1990 stellte dieser die Produktion ein. Die Anlagen wurden von Johannes Wendler gekauft, der ab 1994 die Wasserkraftanlage an der Zschopau erneuerte, 1995 in Betrieb nahm und die ehemalige Fabrik verkaufte.
Bereits 1898 wurde eine neue Schule an der Uferstraße errichtet, in zwei Klassen wurden 65 Schüler unterrichtet. 1960 wurde die Schule endgültig geschlossen.
1898/99 wurde eine Wegverbindung entlang der Zschopau bis Floßplatz gebaut, um eine Verbindung zur Zschopautalbahn zu schaffen. Die Königliche Generaldirektion der Sächsischen Staatseisenbahn hatte inzwischen Anträge der Gemeinde auf nachträgliche Einrichtung eines Haltes im Ort abgelehnt.
1910 wurde Grünau ein Ortsteil von Hopfgarten. 1913 wurde der hölzerne Steg über die Zschopau durch eine Steinbogenbrücke ersetzt und damit die Furt durch die Zschopau abgelöst.
1994 wurde Hopfgarten Mitgliedsgemeinde im Verwaltungsverband Grüner Grund. Zum 1. Oktober 1998 wurde Hopfgarten mit Grünau nach Großolbersdorf eingemeindet und schied damit aus dem Verwaltungsverbund wieder aus.

## Entwicklung der Einwohnerzahl
| Jahr | Einwohnerzahl                         |
| ---- | ------------------------------------- |
| 1551 | 5 besessene Mann, 12 Inwohner         |
| 1764 | 4 besessene Mann, 2 Häusler, 2½ Hufen |
| 1834 | 139                                   |
| 1871 | 275                                   |

| Jahr  | Einwohnerzahl |
| ----- | ------------- |
| 1890  | 343           |
| 19101 | 361           |
| 19251 | 364           |
| 19391 | 382           |

| Jahr  | Einwohnerzahl |
| ----- | ------------- |
| 19461 | 429           |
| 19501 | 526           |
| 19641 | 448           |
| 19711 | 451           |

| Jahr  | Einwohnerzahl |
| ----- | ------------- |
| 19871 | 344           |
| 19901 | 325           |
| 19931 | 334           |
| 19981 | 342           |

1 Hopfgarten mit Grünau